# Stephanie Swift
Stephanie Swift (estado de Luisiana; 7 de febrero de 1972) es una actriz pornográfica estadounidense. Ha rodado cerca de 500 películas y forma parte de los Salones de la Fama de AVN y XRCO.

## Biografía

### Inicios
Nacida en el estado de Luisiana, su familia se muda al sur de California tras el fallecimiento de su padre a causa de un cáncer. Con 19 años compagina su trabajo como estríper en un local llamado The Body Shop con sus estudios de asistente de dentista. Posteriormente empieza a posar de forma habitual para revistas masculinas.

### Carrera como actriz porno
Sus numerosos reportajes fotógraficos no tardan en abrirle las puertas del cine para adultos. Primero con videos eróticos, como los que rueda para Playboy y luego con sus primeras películas pornográficas. Entre ellas están títulos como : Video Virgins 23, Fresh Meat 2 o Nothing Sacred, todos ellos rodados en 1995. Aunque en un primer momento la actriz alterna tanto escenas de sexo anal como escenas lésbicas, desde el 2000 no ha vuelto a realizar las primeras.
En 1997 es fichada por Wicked Pictures y rueda algunas de sus películas más conocidas como son : Heartache (1998), Sex Safari (1999), Hell On Heels (1999), Red Dragon (2001) o Chances (2001).
Concluido su contrato a principios de 2002, la actriz se toma un descanso de casi dos años. Regresa en 2004 donde aprovecha, además, para dirigir sus primeras películas. Anuncia también la próxima creación de su propia productora, llamada Swift Entertainment, sin embargo, el proyecto no saldría adelante.
Tras un nuevo paréntesis entre 2005 y 2006 la actriz regresa en 2007 para rodar títulos como Girlvana 3 (2007), Lesbian Seductions 15 (2007), Finger Licking Good 5 (2008) o Last Rose (2008).
En mayo de 2008 se hace público su fichaje por Sweetheart Video.

## Premios
- 1998 Premio AVN a la Mejor actriz del año.
- 1998 Premio AVN a la Mejor actriz por Miscreants
- 1999 Premio AVN a la Mejor escena en pareja por Shipwreck
- 2006 Inclusión en el AVN Hall of Fame
- 2008 Inclusión en el XRCO Hall of Fame